# Короленково
Короленково (рос. Короленково) — селище Правдинського району, Калінінградської області Росії. Входить до складу Мозирського сільського поселення.
Населення —  12 осіб (2015 рік). 

## Населення
| 2002 | 2010 |
| ---- | ---- |
| 8    | ↗12  |